# Beryl (prénom)
Pour les articles homonymes, voir Beryl.
Beryl est un prénom épicène dont Béryl est une variante francisée.
Il est fêté le 21 mars.
Pour les articles homonymes, voir Béryl.
- Pour les articles sur les personnes portant le prénom Béryl, consulter la liste générée automatiquement.

## Étymologie
Béryl est un prénom qui fait référence au minéral béryl. Bien qu'il s'agisse le plus souvent d'un prénom féminin, il a été utilisé dans le passé comme prénom masculin, principalement aux États-Unis. L'utilisation de ce prénom comme nom masculin provient probablement d'une variante orthographique du nom de famille Burrell, dont la racine peut être le tissu de laine brun ou rougeâtre du nom de Bure (ou burel) ou encore le petit village de Burill (en), dans le Yorkshire du Nord de l'Angleterre.

Beryl pourrait également être une variante orthographique du nom de famille masculin yiddish Berel.

## Utilisation
Comme la plupart des noms de bijoux, l'utilisation de Beryl comme nom féminin remonte à la fin du XIXe siècle : la danseuse Beryl de Zoete (en) et l'actrice Beryl Mercer auraient été parmi les premières à porter ce nom, étant nées respectivement en 1879 et 1882. Le prénom féminin Beryl a toujours été plus populaire dans les Îles Britanniques qu'en Amérique du Nord, cependant depuis le milieu du XXe siècle, le prénom est devenu quelque peu démodé dans les Îles Britanniques.
Aux États-Unis, le nom aurait gagné en popularité à l’époque coloniale, car il était porté par les premiers immigrants anglais.

## Variantes linguistiques
Beryl contient des variantes linguistiques, en voici quelques-unes :
- Béryl
- Bora
- Birol
- Bertil
- Bel
- Bela
- Brunel